# Tearful Moon
Tearful Moon ist ein 2015 gegründetes Duo dessen Musik dem Dark Wave zugerechnet wird.

## Geschichte
Tearful Moon entstand als Kooperation des in Houston, Texas lebenden Paares Sky Lesco und Manuel Lozano. Der Dichterin Lesco kam die Idee zu einem gemeinsamen Projekt, das Anfangs als vertonte gesprochene Lyrik gedacht war, im Verlauf einer Sommernacht. Die ersten Experimente des Duos bestanden aus Ambient und Lescos gesprochenen Gedichtvortrag. Lozano schlug ihr vor die Texte zu singen und arbeitete zunehmend Synthesizer in den Klang ein.
In dieser Ausrichtung nahm das Duo das 2016 über Wave Records veröffentlichte Debüt In the Dark Morning auf. Es folgte die Single-Kollaboration mit This Cold Night Run Away Simon und erste Auftritte in Europa 2018, darunter konzerte in Frankreich, Polen und Deutschland. Noch im gleichen Jahr veröffentlichte InClub Records mit dem Konzeptalbum Evocation das zweite Studioalbum von Tearful Moon. In den folgenden Monaten erschienen die Singles Impatient Patient und Bar in Barcelona die als Download veröffentlichte wurden. Nicht zum Album zählend veröffentlichte die Band die weitere Single I Love You More Then Death. Nach dem zweiten Album bestritt die Band Nord- und Südamerika-Tourneen.
Im Zuge der COVID-19-Pandemie geriet Sky Lesco in Kritik Verschwörungstheorien mit Bezügen zu QAnon und Great Reset über den Facebook-Account der Band zu verbreiten. Die Gruppe verlor nach eigenen Angaben in der Reaktion ihren Label-Vertrag, Promotions- und Auftrittsmöglichkeiten. Im Jahr 2020 erschien mit dem über Young & Cold Records veröffentlichten Under the Red Veil das dritte Studioalbum des Duos. Es wurde als die ausgereifteste Veröffentlichung der Band gelobt. Mit den Download-Singles Demonized und Intimacy kündigte die Band ab 2022 die Arbeit an einem vierten Studioalbum an.

## Stil
Die Musik des Duos wird dem Electro Wave und Dark Wave zugerechnet. Die Musik basiere „auf der vibrierenden und fesselnden, unverwechselbaren Alchemie zwischen Sky Lescos eindringlichen und sinnlichen, poetischen Vocals und Manuel Lozanos obskuren, hypnotischen Synthesizern und starken mechanischen Rhythmen“.

## Diskografie
Studioalben
- 2016: In the Dark Morning (Wave Records)
- 2018: Evocation (InClub Records)
- 2020: Under the Red Veil (Young & Cold Records)

Download-Singles
- 2016: Lust Spell (Selbstverlag)
- 2017: Run Away Simon (Feat. This Cold Night, Selbstverlag)
- 2018: I Love You More Than Death (Part Time Punks Session) (Selbstverlag)
- 2020: Impatient Patient (Part Time Punks Session) (Selbstverlag)
- 2018: Bar in Barcelona (Selbstverlag)
- 2022: Demonized (Selbstverlag)
- 2023: Intimacy (Selbstverlag)